# Dichochrysa subflavifrons
Dichochrysa subflavifrons is een insect uit de familie van de gaasvliegen (Chrysopidae), die tot de orde netvleugeligen (Neuroptera) behoort. 
Dichochrysa subflavifrons is voor het eerst wetenschappelijk beschreven door Tjeder in 1949.